# Loona
Marie-José van der Kolk (16 de septiembre de 1974 en IJmuiden, Países Bajos), más conocida como Loona o Carisma, es una cantante, compositora y bailarina neerlandesa. Fue pareja de DJ Sammy, con quien formó el dúo artístico DJ Sammy feat. Carisma o DJ Sammy feat. Loona. Su versión de la canción de Mecano Hijo de la luna fue un gran éxito en Alemania. Tiene una hija llamada Saphira María van der Kolk (nacida en octubre de 2005 en España).

## Carrera
Cuando Marie bailaba en Mallorca conoció a DJ Sammy. Ella quería ser cantante, Sammy le dio la oportunidad para cantar, comenzó grabando canciones bajo el nombre de DJ Sammy con Carisma, con  Life Is A Just Game, que fue su primer éxito (en 1996). Este sencillo fue seguido por You're My Angel, Prince of Love y Golden Child. Todas esas canciones fueron para el álbum de Sammy Life Is A Just Game.
En el verano de 1998, Marie llegó con un nuevo proyecto llamado Loona, también producido por DJ Sammy. El primer sencillo fue una versión de la canción de Paradisio, Bailando y se convirtió en la canción del verano de 1998 en Alemania, alcanzando la cima de las listas alemanas. Antes del otoño, fue seguido por otro sencillo, Hijo de la Luna (una versión de la banda española Mecano), que también alcanzó el número 1 en las listas alemanas. El siguiente lanzamiento fue su álbum debut como solista llamado Lunita, que fue un álbum completamente en español.

## Discografía

### Álbumes
Álbumes de estudio
| Año  | Título                               | Mejor posición | Mejor posición | Mejor posición | Mejor posición |
| Año  | Título                               | ALE            | AUT            | SUI            |                |
| ---- | ------------------------------------ | -------------- | -------------- | -------------- | -------------- |
| 1999 | Lunita                               | 13             | 8              | 7              |                |
| 2000 | Entre dos aguas                      | 57             | —              | 49             |                |
| 2000 | Greatest Hits                        | —              | —              | —              |                |
| 2001 | Baila Mi Ritmo                       | —              | —              | —              |                |
| 2002 | Colors                               | 84             | —              | —              |                |
| 2005 | Wind Of Time                         | —              | —              | —              |                |
| 2007 | Everybody On The Floor (Uh La La La) | —              | —              | —              |                |
| 2008 | Moonrise                             | —              | —              | —              |                |
| 2010 | Vamos a la playa                     |                |                |                |                |

Extended plays
- 2008: Famous 5
- 2014: Brazil

Álbumes recopilatorios
- 2000: Greatest Hits
- 2001: Baila mi ritmo
- 2007: Everybody on the Floor

### Sencillos
| Año  | Título                                     | Mejor posición | Mejor posición | Mejor posición | Mejor posición | Mejor posición | Álbum                       |
| Año  | Título                                     | ALE            | AUT            | FRA            | HOL            | SUI            | Álbum                       |
| ---- | ------------------------------------------ | -------------- | -------------- | -------------- | -------------- | -------------- | --------------------------- |
| 1995 | "Life Is Just a Game"                      | —              | —              | —              | —              | —              | Life Is Just a Game         |
| 1996 | "You're My Angel"                          | —              | —              | —              | —              | —              | Life Is Just a Game         |
| 1997 | "Prince of Love"                           | —              | —              | —              | —              | —              | Life Is Just a Game         |
| 1997 | "Golden Child"                             | —              | —              | —              | —              | —              | Life Is Just a Game         |
| 1998 | "Magic Moment"                             | —              | —              | —              | —              | —              | Life Is Just a Game         |
| 1998 | "Bailando"                                 | 1              | 3              | —              | 13             | 1              | Lunita                      |
| 1998 | "Hijo de la Luna"                          | 1              | 3              | —              | 18             | 2              | Lunita                      |
| 1999 | "Donde Vas"                                | 26             | —              | —              | —              | 40             | Lunita                      |
| 1999 | "In 2 Eternity"                            | —              | —              | —              | —              | —              | In 2 Eternity               |
| 1999 | "Mamboleo"                                 | 3              | 8              | —              | —              | 4              | Entre Dos Aguas             |
| 1999 | "Salvador Dali"                            | 63             | —              | —              | —              | 80             | Entre Dos Aguas             |
| 2000 | "La Vida Es Una Flor"                      | 55             | —              | —              | —              | —              | Entre Dos Aguas             |
| 2000 | "Navidad"                                  | —              | —              | —              | —              | —              | Entre Dos Aguas             |
| 2000 | "Latino Lover"                             | 6              | 9              | —              | 40             | 6              | Greatest Hits               |
| 2000 | "The Boys of Summer"                       | —              | —              | —              | —              | —              | Heaven                      |
| 2001 | "Baila Mi Ritmo"                           | 40             | 52             | —              | —              | 34             | Baila Mi Ritmo              |
| 2001 | "Viva el Amor"                             | 42             | —              | —              | —              | 75             | Baila Mi Ritmo              |
| 2002 | "Rhythm of the Night"                      | 4              | 18             | —              | —              | 30             | Baila Mi Ritmo              |
| 2002 | "Colors"                                   | 79             | —              | —              | —              | —              | Colors                      |
| 2002 | "Sunlight"                                 | 50             | 58             | —              | 62             | —              | Heaven                      |
| 2004 | "Tears in Heaven"                          | 46             | —              | —              | —              | —              | Wind of Time                |
| 2004 | "Rise Again"                               | 53             | —              | —              | —              | 88             | The Rise                    |
| 2005 | "Oye el Boom"                              | 32             | 70             | —              | —              | 44             |                             |
| 2007 | "Everybody on the Floor (Uh La La La)"     | —              | —              | —              | —              | —              | Everybody on the Floor      |
| 2008 | "Por la Noche"                             | 64             | —              | —              | —              | —              | Moonrise                    |
| 2008 | "Salam Aleikoum"                           | —              | —              | —              | —              | —              | Moonrise                    |
| 2009 | "Parapapapapa"                             | 34             | —              | —              | —              | —              | Rakatakata (Un Rayo de Sol) |
| 2010 | "Vamos a la Playa"                         | 32             | —              | 4              | —              | 16             | Rakatakata (Un Rayo de Sol) |
| 2010 | "El Cucaracho, El Muchacho" (vs. Movetown) | 67             | —              | —              | —              | —              | Rakatakata (Un Rayo de Sol) |
| 2011 | "El Tiburón"                               | 43             | —              | —              | —              | —              | Rakatakata (Un Rayo de Sol) |
| 2012 | "Policia"                                  | —              | —              | —              | —              | —              | Rakatakata (Un Rayo de Sol) |
| 2013 | "Rakatakata (Un Rayo de Sol)"              | 47             | —              | —              | —              | —              | Rakatakata (Un Rayo de Sol) |
| 2013 | "Caliente"                                 | —              | —              | —              | 58             | —              | Rakatakata (Un Rayo de Sol) |
| 2014 | "Brazil"                                   | —              | —              | —              | —              | —              | Brazil                      |
| 2014 | "Ademloos door de Nacht"                   | —              | —              | —              | —              | —              |                             |
| 2015 | "OMG! Dein Body Ist So Heiss"              | —              | —              | —              | —              | —              |                             |

### Colaboraciones
Como Carisma
- "DJ Sammy feat. Carisma - Life Is Just a Game" (1995)
- "DJ Sammy feat. Carisma - You're My Angel" (1996)
- "DJ Sammy feat. Carisma - Prince of Love" (1997)
- "DJ Sammy feat. Carisma - Golden Child" (1997)
- "DJ Sammy feat. Carisma - Magic Moment" (1998)
- "DJ Sammy feat. Carisma - In 2 Eternity" (1999)

Como Loona
- "DJ Sammy - Sunlight" (2002)
- "DJ Sammy feat. Loona - The Boys Of Summer" (2002)
- "DJ Sammy feat. Loona - Rise Again" (2004)
- "Cassey Doreen & Loona - Tell it to my Heart" (2013)